# プラット・アンド・ホイットニー PW4000

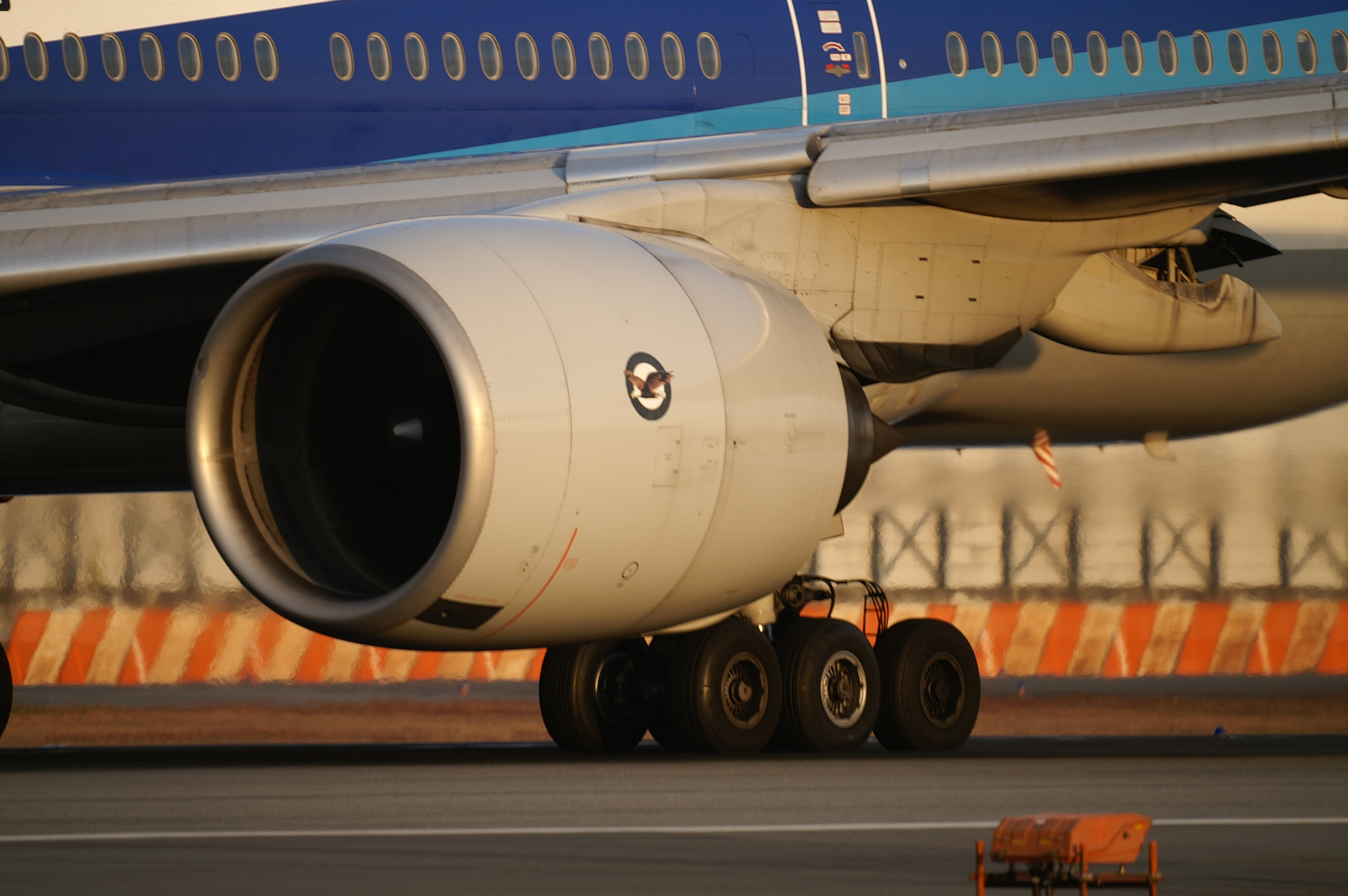
P&W PW4000

PW4000は、プラット・アンド・ホイットニーの高バイパスターボファンエンジンである。前作のJT9Dに大幅なモデルチェンジを加えたエンジンであり、ファン径によって大きく3種のシリーズに分類できる。
ETOPS 180（このエンジン1基のみで最高180分の飛行可能）に認定されたエンジンでもある。

## 仕様
| バリアント     | -94                                                              | -100                              | -112                                 | -112                              |
| -------------- | ---------------------------------------------------------------- | --------------------------------- | ------------------------------------ | --------------------------------- |
| タイプ         | 2スプール高バイパス比ターボファン                                | 2スプール高バイパス比ターボファン | 2スプール高バイパス比ターボファン    | 2スプール高バイパス比ターボファン |
| 長さ           | 153.6インチ（390 cm）                                            | 167.2インチ（425 cm）             | 190.4インチ（484 cm）                | 190.4インチ（484 cm）             |
| 重量           | 9,420ポンド 4,273kg                                              | 12,900ポンド 5,851kg              | 15,095〜15,741ポンド 6,847〜7,140 kg | 16260ポンド 7375kg                |
| コンプレッサー | ファン1段、LP 4段、HP 11段                                       | ファン1段、LP 5段、HP 11段        | ファン1段、LP 6段、HP 11段           | ファン1段、LP 7段、HP 11段        |
| 燃焼器         | 環状                                                             | 環状                              | 環状                                 | 環状                              |
| タービン       | HP 2段、LP 4段                                                   | HP 2段、LP 5段                    | HP 2段、LP 7段                       | HP 2段、LP 7段                    |
| 推力           | 50,000〜62,000 lbf 222〜276 kN                                   | 64,500〜70,000 lbf 287〜311 kN    | 77,440〜91,790 lbf 344〜408 kN       | 91,790–99,040 lbf 408–441 kN      |
| バリアント     | -94                                                              | -100                              | -112                                 | -112                              |
| ファン         | 94インチ（239 cm）                                               | 100インチ（254 cm）               | 112インチ（284 cm）                  | 112インチ（284 cm）               |
| バイパス率     | 4.8-5：1                                                         | 4.9：1                            | 5.8-6.4：1                           | 5.8-6.4：1                        |
| 全体の圧力比   | 27.5-32.3                                                        | 32.0-34.1                         | 34.2-42.8                            | 34.2-42.8                         |
| ファン圧力比   | 1.65-1.80                                                        | 1.75-1.76                         | 1.70-1.80                            | 1.70-1.80                         |
| モデル         | PW4056/62/62A、PW4052/56/60/62/62A PW4460/62、PW4158、PW4152/56A | PW4164/68/68A-1D PW4168A、PW4170  | PW4074/74D/77/77D PW4084D/90/90-3    | PW4090D/98                        |
| 搭載機種       | B747-400、B767、MD-11 A300-600、A310                             | A330                              | B777                                 | B777                              |

## 搭載機種
- エアバスA300-600
- エアバスA310-300
- エアバスA330
- ボーイング747-400
- ボーイング747LCF ドリームリフター
- ボーイング767
- ボーイング777
- マクドネル・ダグラス MD-11
- KC-46A

## インシデント
- 2016年5月27日、東京羽田発ソウル行き大韓航空2708便を運航していた777-300型機（HL7534）は離陸滑走時に左エンジン（PW4098）から出火。運輸安全委員会（JTSB）の調査では、左エンジンの第1段高圧タービンディスクが破断し、エンジンケースを貫通した衝撃で燃料滑油熱交換器に亀裂が発生。亀裂から燃料が漏れ、滑油に引火したとの見方を示した[7]。
- 2018年2月13日、サンフランシスコ発ホノルル行きユナイテッド航空1175便を運航していた777-200型機（N773UA）は、着陸の約45分前に右エンジン（PW4077）ファンブレードの破損により、インレットとカウルの大部分がエンジンから分離した。飛び出した破片によって胴体に軽度の損傷があった[8]。米国国家運輸安全委員会（NTSB）の最終報告書では、主な原因はP&Wのファンブレード検査の不備と失敗であり、その結果、ひび割れたブレードが誤ってサービスに復帰したと指摘している。
- 2020年12月4日、沖縄那覇発羽田行き日本航空904便（ボーイング777-200型機、登録番号JA8978（元・日本エアシステム）、乗客178名、乗員11名）を運航していたが、沖縄を出発する際に左エンジン（PW4074）が故障し、大きな音とともにアクセスドアが引き裂かれたため、乗員は当該エンジンを停止して上昇を中止し、緊急事態を宣言の上、引き返し、出発から約40分後に沖縄に戻った。機体は滑走路上で停止し、その後エプロンまで牽引され、そのあいだ滑走路が一時閉鎖された[9][10]。国土交通省運輸安全委員会の発表で左エンジン損傷について、破損した2枚のファンブレードのうち、1枚に疲労破壊の特徴である模様がみられたことを明らかにし、今後詳細な調査を行う予定であるとした[11]。

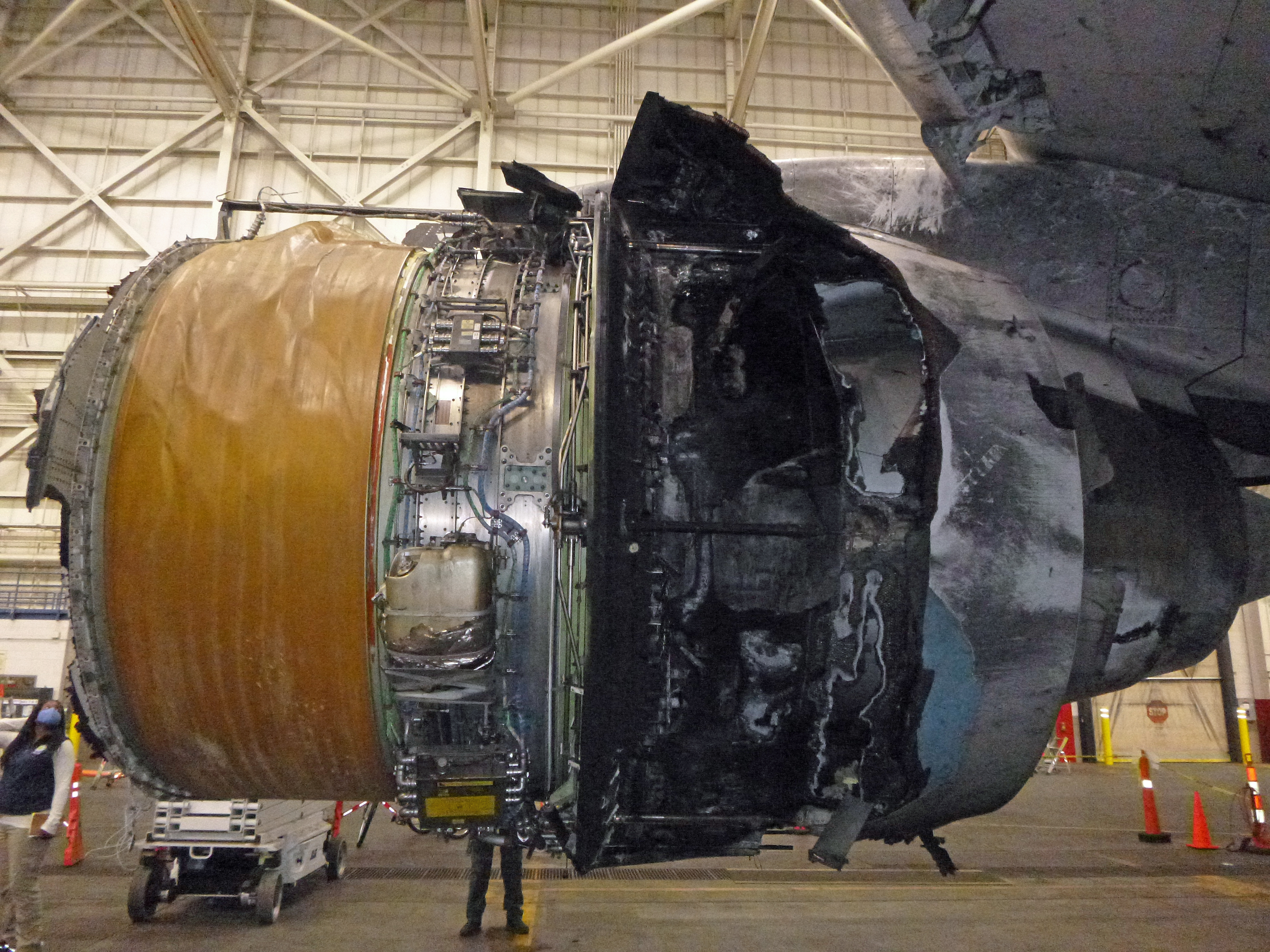
破損したユナイテッド航空328便に搭載されていたPW4077エンジン

- 破損したユナイテッド航空328便に搭載されていたPW4077エンジン2021年2月20日、デンバー発ホノルル行きのユナイテッド航空328便を運航していた777-200型機（N772UA）は、離陸直後に右エンジン(PW4077)ファンブレードの故障に見舞われた。飛び出した破片によって胴体に軽度の損傷があった。複数の航空専門サイトでは、3年前のUAL1175便の事故との類似性を指摘している[12]。これを受けて日本の国土交通省航空局（JCAB）は、2月21日に追加対策の必要性の有無を検討する間、全日本空輸、日本航空へ同系統エンジンの搭載する777に運航停止を命じた[13]。日本ではPW4000-112系統を搭載する機体がANAは777-200、777-200ER、777-300の19機が該当し、PW4074/4084/4090を搭載、JALは777-200，777-300の13機（うち6機の-200は2004年にJALが継承した元・日本エアシステム機材）が該当し、JAL自社発注機材の-200はPW4077、-300はPW4090、元JASの-200はPW4074をそれぞれ搭載している[14]。なお同じ777でもゼネラルエレクトリック製エンジン搭載の777-300ER型機の政府専用機、ANA、JALやJALの777-200ERは運航停止適用外になる。また、米国連邦航空局（FAA）は2月21日（日本時間2月22日）PW4000-112系統エンジンを搭載したボーイング777の全機に、徹底した検査のための運航停止を命じた[15]。影響を受けたのは、運航中のボーイング777型機69機、保管中のボーイング777型機59機で該当機を運用保有しているのは米国、日本、韓国の航空会社である[16]。前回の海上での事故と比較して[17]、今回の事故は人口の多い陸上での発生ということもあり、多くの地上監視員が出動したほか、落下したエンジン残骸の確認や回収も大幅に行われた[18]。NTSBは右エンジンの空気取り入れ口とエンジン外装が脱落し、2枚のファンブレードが折れていてこのうち1枚は根元付近から折れており、残りのファンブレードにも先端に損傷がみられ原因特定のため調査継続すると発表した[19]。また、その後の発表で破断ブレードの検査状況を確認したところ最終検査から2,979フライトサイクル経過していたことが判明し、熱音響画像（TAI）検査を2014年と2016年に実施しており、2018年の同社事故後にも再検査していたことが確認されている[20]。尚、日本国内の当該機については飛行禁止措置に伴い回送も出来ない状態のまま、国内各地に留置されていたが、2021年12月、JCABにより整備上の条件を満たした機材については、「売却のための回送運航」に限定して飛行が許可された為、各社順次回送及び退役していた[21]。
- 2022年3月、FAAが耐空性改善通報(AD)を11日付けで更新し、18日JCABは再発防止策としてエンジンの逆推力装置内に破片シールドの取り付け、ファンブレード故障発生時に耐えられるエンジン・インレットの改修、エンジン内にあるファンブレードの非破壊検査の強化など指定の改修、整備を施すことを条件[22]に4月15日以降の商業運航再開を認める方針と発表[23]。

| 航空会社              | 777型式   | エンジン型式               | 機数 | 合計 | 備考 |
| --------------------- | --------- | -------------------------- | ---- | ---- | --- |
| ユナイテッド航空 [24] | 777-200   | PW4077                     | 19   | 52   | エンジンメーカー相違により他777-300ER、 旧コンチネンタル航空777-200ER運用中 ワクチン普及による需要回復で22年から復帰見込み[25]                                                                        |
| ユナイテッド航空 [24] | 777-200ER | PW4090                     | 33   | 52   | エンジンメーカー相違により他777-300ER、 旧コンチネンタル航空777-200ER運用中 ワクチン普及による需要回復で22年から復帰見込み[25]                                                                        |
| 全日本空輸 [26][27]   | 777-200   | PW4084                     | 2    | 15   | エンジンメーカー相違により他777-300ER運用中 （JCAB運航停止指示により回送不可 21年12月以降限定解除により回送可） 経年機は順次退役中 2022年6月23日より順次運航再開し 同年10月までに全機運航再開予定[28] |
| 全日本空輸 [26][27]   | 777-200ER | PW4074                     | 5    | 15   | エンジンメーカー相違により他777-300ER運用中 （JCAB運航停止指示により回送不可 21年12月以降限定解除により回送可） 経年機は順次退役中 2022年6月23日より順次運航再開し 同年10月までに全機運航再開予定[28] |
| 全日本空輸 [26][27]   | 777-200ER | PW4090                     | 3    | 15   | エンジンメーカー相違により他777-300ER運用中 （JCAB運航停止指示により回送不可 21年12月以降限定解除により回送可） 経年機は順次退役中 2022年6月23日より順次運航再開し 同年10月までに全機運航再開予定[28] |
| 全日本空輸 [26][27]   | 777-300   | PW4090                     | 5    | 15   | エンジンメーカー相違により他777-300ER運用中 （JCAB運航停止指示により回送不可 21年12月以降限定解除により回送可） 経年機は順次退役中 2022年6月23日より順次運航再開し 同年10月までに全機運航再開予定[28] |
| 日本航空 [29]         | 777-200   | PW4074 (元JAS機材)         | 3    | 9    | エンジンメーカー相違により他777-200ER/300ER運用中 PWエンジン機について21年3月期末に退役済[30] （JCAB運航停止指示により回送不可[31] 21年12月以降限定解除により順次売却回送中）                         |
| 日本航空 [29]         | 777-200   | PW4077 （JAL自社発注機材） | 2    | 9    | エンジンメーカー相違により他777-200ER/300ER運用中 PWエンジン機について21年3月期末に退役済[30] （JCAB運航停止指示により回送不可[31] 21年12月以降限定解除により順次売却回送中）                         |
| 日本航空 [29]         | 777-300   | PW4090                     | 4    | 9    | エンジンメーカー相違により他777-200ER/300ER運用中 PWエンジン機について21年3月期末に退役済[30] （JCAB運航停止指示により回送不可[31] 21年12月以降限定解除により順次売却回送中）                         |
| 大韓航空 [32]         | 777-200ER | PW4090                     | 12   | 16   | エンジンメーカー相違により 他777-300ER運用中 22年6月以降順次復帰 |
| 大韓航空 [32]         | 777-300   | PW4098                     | 4    | 16   | エンジンメーカー相違により 他777-300ER運用中 22年6月以降順次復帰 |
| アシアナ航空 [33]     | 777-200ER | PW4090                     | 9    | 9    | 22年6月以降順次復帰 |
| ジンエアー [34]       | 777-200ER | PW4090                     | 4    | 4    | 大韓航空中古リース機、22年6月以降順次復帰 |
- 2021年2月20日、6T5504/LGT5504便として運航していたロングテール航空の貨物改修機ボーイング747-412BCF（登録番号VQ-BWT、元シンガポール航空9V-SMI[35]）は、マーストリヒト・アーヘン空港からニューヨーク・ジョン・F・ケネディ国際空港に向かう途中で離陸した直後、ミールセンの村の上空でエンジントラブルに見舞われた。タービンブレードの落下により、地上にいた2名が軽傷を負った。飛行機はベルギーのリエージュ空港に無事着陸することができた。該当機はPW4000エンジンの派生型であるPW4056エンジンを搭載していた[36][37]がPW4000-112系統とは違いPW4000-94系統のためオランダ当局による調査が行われている。